# Piper dussii
Piper dussii är en pepparväxtart som beskrevs av C. Dc.. Piper dussii ingår i släktet Piper och familjen pepparväxter. Inga underarter finns listade i Catalogue of Life.